# Сычево (Харовский район)
Сычево — деревня в Харовском районе Вологодской области.
Входит в состав Харовского сельского поселения, с точки зрения административно-территориального деления — в Харовский сельсовет.
Расстояние до районного центра Харовска по автодороге — 7 км. Ближайшие населённые пункты — Беленицыно, Клепестиха, Есюниха.
По переписи 2002 года население — 1 человек.